# Noruega en los Juegos Olímpicos de Tokio 1964
Noruega estuvo representada en los Juegos Olímpicos de Tokio 1964 por un total de 26 deportistas que compitieron en 6 deportes.  
El portador de la bandera en la ceremonia de apertura fue el príncipe Harald, competidor de vela. El equipo olímpico noruego no obtuvo ninguna medalla en estos Juegos.